# Екарт Беркес
Екарт Беркес (рус. Eckart Berkes; Вормс, 9. фебруар 1949 — Москва, 24. септембар 2014) био је западнонемачки атлетичар специјалиста за трчање са препонама, победник 2. Европског првенства у дворани 1971. на 60 метара са препонама.

## Спортска каријара
Такмичио се за универзитетски клуб Мајнц.
Изабран је учешће у репрезумнтацији на Европским играма у дворани 1969. у Београду, али није учествовао због бојкота од стране Западне Немачке федерације. Две године касније на Европском првенства у дворани 1971. освојио је златну медаљу у трци на 60 метара са препонама. Учесник је на Летњим олимпијским играма у Минхену 1972. где је у трци на 110 метара са препонама заузео четврто место у групи и завршо такмичење.
На првенствима Западне Немачке. 1972 био је други на 60 м препоне у дворани, а 1973 је победио  на 110. м са препонама.
После дипломрања радио је као наставник физичког васпитања.